# Ik besta voor altijd zolang jij aan mij denkt
Ik besta voor altijd zolang jij aan mij denkt è il terzo album in studio della cantautrice olandese S10, pubblicato il 28 ottobre 2022. 

## Descrizione
Dopo la pubblicazione di Vlinders, S10 aveva sperimentato una sorta di blocco creativo, complicato dalla pandemia che aveva reso difficoltoso esibirsi dal vivo e trovare ispirazione per nuove composizioni musicali. Tuttavia, la vincita del "Pop Stipendium" ha aperto nuove opportunità, consentendo a S10 e al suo produttore di intraprendere un viaggio in Svezia. È stato in questo paese nordico che l'ispirazione per il nuovo album ha iniziato a prendere forma. Nonostante solo un brano fosse emerso dalle numerose sessioni di registrazione svolte durante il viaggio, esso ha gettato le basi per l'intero album. S10 è entrata in uno stato di ispirazione inarrestabile che le ha permesso di dare voce alle storie che voleva raccontare.
S10 ha espresso grande entusiasmo per l'album imminente, definendolo "un nuovo debutto" e "un nuovo inizio".
L'album abbraccia una varietà di temi e generi musicali, catturando una serie di emozioni e esperienze personali di S10.
Il titolo dell'album, che può essere tradotto come "esisto per sempre finché pensi a me", trasmette il messaggio che le persone rimangono vive nei cuori e nei pensieri degli altri anche quando non sono più fisicamente presenti. Questo titolo è stato ispirato da un verso contenuto nella canzone Jupiter, scritta come un tributo a un ex-partner molto amato.

## Promozione
Il primo singolo estratto dall'album, Adem je in, è stato pubblicato il 6 giugno 2021. Sebbene inizialmente non abbia raggiunto una vasta popolarità nei Paesi Bassi, la canzone ha ottenuto un notevole successo dopo la pubblicazione di una versione remix in collaborazione con Frenna e Kevin. Questa nuova versione ha raggiunto la terza posizione nella classifica dei singoli più venduti nei Paesi Bassi, aumentando la visibilità di S10.
Il 7 dicembre 2021, è stato annunciato che l'emittente pubblica olandese AVROTROS aveva scelto internamente S10 come rappresentante nazionale all'Eurovision Song Contest 2022. Il brano De diepte, scritto a quattro mani dall'artista con il produttore Arno Krabman, è stato rivelato come la sua canzone eurovisiva il 3 marzo 2022. Nel maggio successivo, dopo essersi qualificata dalla prima semifinale, S10 si è esibita nella finale eurovisiva, dove si è classificata all'11º posto su 25 partecipanti con 171 punti totalizzati. Inoltre, De diepte è entrata in classifica in sei paesi europei.
Il singolo successivo, Laat me los, è stato pubblicato il 7 luglio 2022. Questa canzone è una collaborazione con il gruppo musicale olandese BLØF. L'anteprima live del brano è stata presentata al Concert at SEA, un festival musicale olandese, il 2 luglio 2022. Laat me los ha raggiunto la 60ª posizione nella classifica dei singoli più venduti nei Paesi Bassi.
Il quarto singolo, Nooit meer spijt, è stato realizzato in collaborazione con Froukje. Dopo essere stato presentato in anteprima al Lowlands Festival ad agosto, il brano e il relativo videoclip sono stati ufficialmente pubblicati il 28 ottobre 2022, coincidendo con l'uscita dell'album. Ha debuttato alla 34ª posizione nella classifica dei singoli più venduti nei Paesi Bassi.
L'album è stato presentato con un concerto tenutosi il giorno stesso dell'uscita, presso l'Arminius Kerk di Rotterdam.

## Tracce
1. Zondagskind – 2:45 (Léon Paul Palmen, Stien Den Hollander)
2. Wat als niemand op mij wacht – 3:04 (Sam Lawalata)
3. Nooit meer spijt (feat. Froukje) – 2:27 (Froukje Veenstra, Léon Paul Palmen, Stien Den Hollander)
4. Jupiter – 3:05 (Léon Paul Palmen, Stien Den Hollander)
5. De diepte – 2:56 (Arno Krabman, Stien Den Hollander)
6. Hoor je mij – 3:19 (Jacqueline Goavert, Léon Paul Palmen, Stien Den Hollander)
7. Laat me los (feat. BLØF) – 3:58 (testo: Paskal Jakobsen – musica: August Vinberg, Bas Kennis, Norman Bonink, Paskal Jakobsen, Peter Slager)
8. Duik diep – 3:15 (Sam Lawalata)
9. Dans mij naar huis – 3:38 (testo: Léon Paul Palmen, Stien Den Hollander – musica: August Vinberg, Léon Paul Palmen, Sam Lawalata, Stien Den Hollander)
10. Soms – 4:15 (testo: Stien Den Hollander – musica: August Vinberg, Sam Lawalata, Stien Den Hollander)
11. Adem je in – 3:46 (Jacqueline Govaert, Léon Paul Palmen, Stien Den Hollander)
12. De ergste dag (feat. Mula B) – 3:21 (Hicham Gieskes, Stien Den Hollander)
13. De straten versieren met bloemen – 3:56 (Sam Lawalata)
14. Eenzame hoogte – 3:34 (Jheynner Argote Frias, Morien van der Tang, Stien Den Hollander, Willem de Bruin)

## Successo commerciale
L'album debutta in 6ª posizione nella Mega Album Top 100 e rimane in classifica per diciotto settimane consecutive. Nella Ultratop 200 Albums delle Fiandre, il disco debutta in 58ª posizione.
A seguito della pubblicazione della versione 33 giri, avvenuta il 24 marzo 2023, l'album rientra in classifica sia nei Paesi Bassi che nelle Fiandre, raggiungendo la 5ª posizione in madrepatria.

## Classifiche
| Classifica (2022-23) | Posizione massima |
| -------------------- | ----------------- |
| Belgio (Fiandre)     | 58                |
| Paesi Bassi          | 5                 |